# Protracheoniscus kerkanus
Protracheoniscus kerkanus is een pissebed uit de familie Trachelipodidae. De wetenschappelijke naam van de soort is voor het eerst geldig gepubliceerd in 1930 door Karl Wilhelm Verhoeff.